# پایگاه هوایی موقت هومستد
پایگاه هوایی موقت هومستد (به انگلیسی: Homestead Air Reserve Base) یک فرودگاه پایگاه نیروی هوایی است . این فرودگاه در کشور ایالات متحده آمریکا قرار دارد .